# Kasteel van Dave

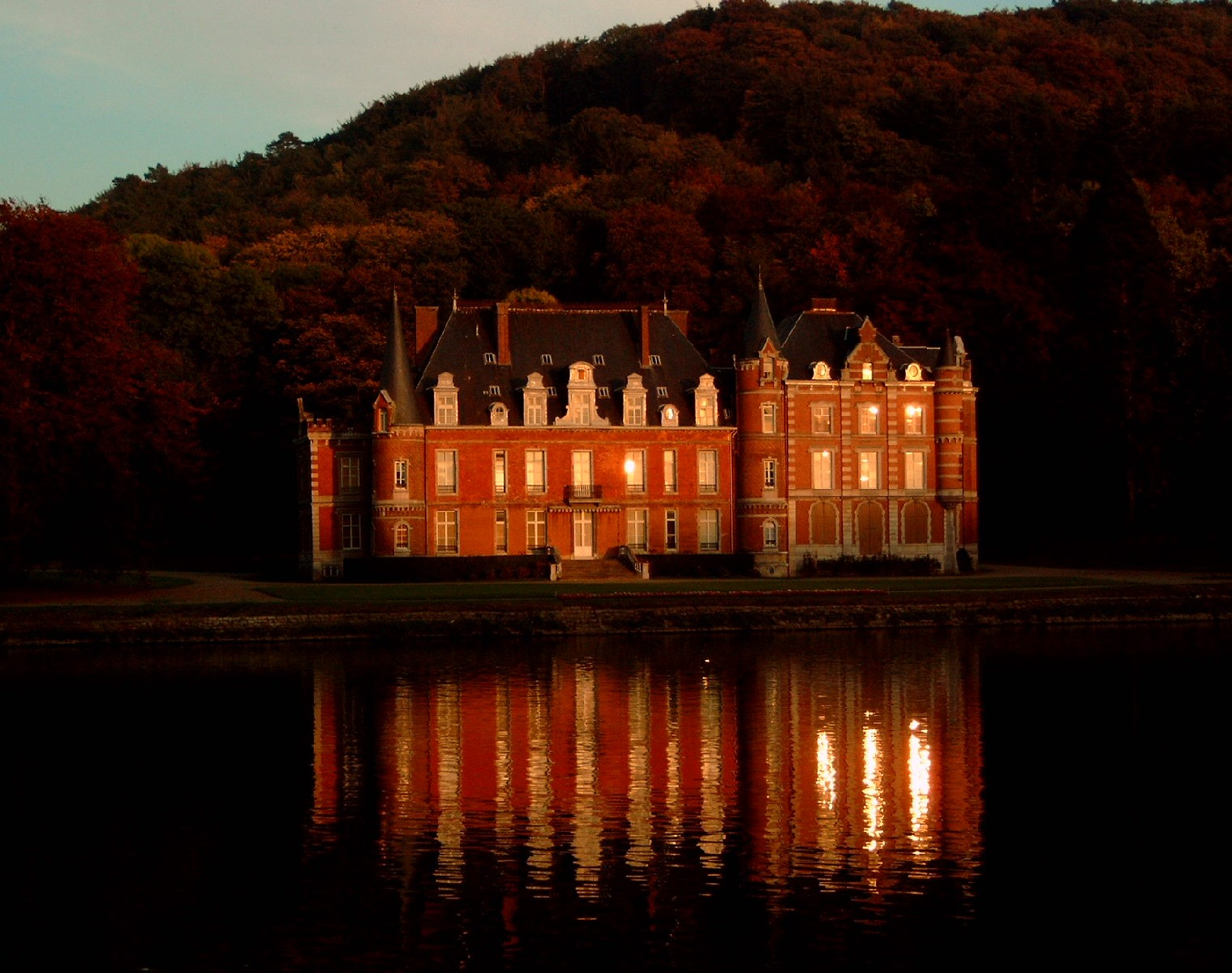
Het kasteel van de Heren van Dave

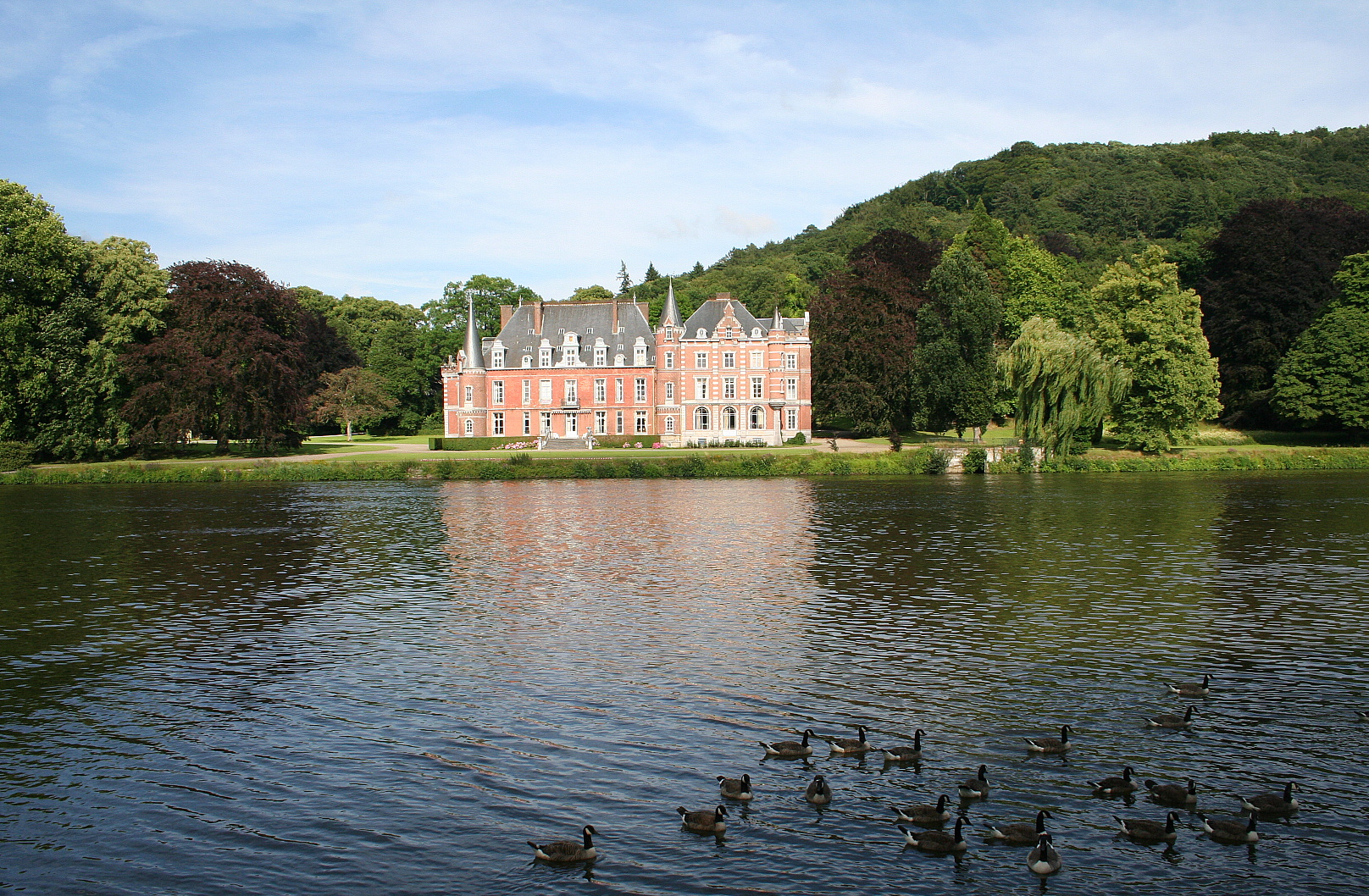
Dave, de Maas en het Kasteel

Het Kasteel van Dave is gelegen in Dave, een plaats die deel uitmaakt van de stad Namen in de Belgische provincie Namen. Het bestaat uit een aantal van de oudste gebouwen aan de zijde van de spoorlijn Namen-Dinant, en het 18de-eeuwse kasteel direct aan de Maas. Het is omringd door een park van 7 ha in Engelse stijl, met een aantal zeldzame boomsoorten. De grote bossen aan de westelijke kant van de spoorweg behoren tot het domein en worden om hun hout geëxploiteerd. Domein en kasteel zijn niet publiek toegankelijk.
Pal tegenover het Île de Dave ligt nog een kleiner kasteel. Het oudste gedeelte ervan, gelegen aan de achterzijde, dateert uit het begin van de 18e eeuw; het nieuwere gedeelte, in Engelse stijl, werd gebouwd in 1865 door de architect Alphonse Balat die ook de koninklijke serres in Laken ontwierp. Het kasteel, het beschermde park en de eveneens geklasseerde weiden rondom behoren toe aan de bankiersfamilie de Wasseige. Het kasteel wordt dan ook het Château de Wasseige genoemd.